# Чемпионат Северной, Центральной Америки и Карибского бассейна по волейболу среди мужчин 2009
21-й чемпионат Северной, Центральной Америки и Карибского бассейна (NORCECA) по волейболу среди мужчин прошёл с 12 по 17 октября 2009 года в Баямоне (Пуэрто-Рико) с участием 8 национальных сборных команд. Чемпионский титул в 14-й раз в своей истории выиграла сборная Кубы.

## Команды-участницы
Барбадос, Доминиканская Республика, Канада, Куба, Мексика, Панамы, Пуэрто-Рико, США.

## Система проведения чемпионата
8 команд-участниц на предварительном этапе разбиты на две группы. Победители групп напрямую выходят в полуфинал плей-офф. Команды, занявшие в группах 2-е и 3-и места, выходят в четвертьфинал и определяют ещё двух участников полуфинала. Полуфиналисты по системе с выбыванием определяют призёров первенства. Итоговые 5—8-е места также по системе с выбыванием разыгрывают проигравшие в 1/4-финала и худшие команды в группах.

## Предварительный этап

### Группа А
| М | Команда                  | 1   | 2   | 3   | 4   | И | В | П | С/П | О |
| - | ------------------------ | --- | --- | --- | --- | - | - | - | --- | - |
| 1 | Куба                     |     | 3:0 | 3:0 | 3:0 | 3 | 3 | 0 | 9:0 | 6 |
| 2 | Пуэрто-Рико              | 0:3 |     | 3:0 | 3:0 | 3 | 2 | 1 | 6:3 | 5 |
| 3 | Доминиканская Республика | 0:3 | 0:3 |     | 3:0 | 3 | 1 | 2 | 3:6 | 4 |
| 4 | Барбадос                 | 0:3 | 0:3 | 0:3 |     | 3 | 0 | 3 | 0:9 | 3 |

12 октября: Куба — Доминиканская Республика 3:0 (25:17, 25:15, 25:14); Пуэрто-Рико — Барбадос 3:0 (25:16, 25:16, 25:18).
13 октября: Куба — Барбадос 3:0 (25:10, 25:11, 25:16); Пуэрто-Рико — Доминиканская Республика 3:0 (25:18, 25:20, 25:19).
14 октября: Доминиканская Республика — Барбадос 3:0 (25:18, 25:18, 25:15); Куба — Пуэрто-Рико 3:0 (25:21, 25:22, 25:20).

### Группа В
| М | Команда | 1   | 2   | 3   | 4   | И | В | П | С/П | О |
| - | ------- | --- | --- | --- | --- | - | - | - | --- | - |
| 1 | США     |     | 3:1 | 3:0 | 3:0 | 3 | 3 | 0 | 9:1 | 6 |
| 2 | Канада  | 1:3 |     | 3:1 | 3:0 | 3 | 2 | 1 | 7:4 | 5 |
| 3 | Мексика | 0:3 | 1:3 |     | 3:0 | 3 | 1 | 2 | 4:6 | 4 |
| 4 | Панама  | 0:3 | 0:3 | 0:3 |     | 3 | 0 | 3 | 0:9 | 3 |

12 октября: США — Мексика 3:0 (25:15, 28:26, 25:16); Канада — Панама 3:0 (25:13, 25:23, 25:19).
13 октября: Канада — Мексика 3:1 (21:25, 25:16, 26:24, 25:12); США — Панама 3:0 (25:13, 25:15, 25:8).
14 октября: Мексика — Панама 3:0 (25:19, 25:14, 25:21); США — Канада 3:1 (21:25, 25:17, 25:22, 25:21).

## Плей-офф

### Четвертьфинал
15 октября
Канада — Доминиканская Республика 3:2 (21:25, 25:22, 21:25, 25:23, 15:13)
Пуэрто-Рико — Мексика 3:0 (25:15, 25:17, 25:20)

### Полуфинал за 1—4 места
16 октября
Куба — Канада 3:0 (25:22, 25:16, 25:21)
США — Пуэрто-Рико 3:0 (25:16, 25:23, 25:22)

### Полуфинал за 5—8 места
16 октября
Мексика — Барбадос 3:1 (21:25, 25:18, 25:19, 29:27)
Доминиканская Республика — Панама 3:0 (25:19, 25:18, 25:22)

### Матч за 7-е место
17 октября
Барбадос — Панама 3:1 (20:25, 25:16, 25:19, 25:15)

### Матч за 5-е место
17 октября
Мексика — Доминиканская Республика 3:2 (25:19, 18:25, 21:25, 25:20, 15:13)

### Матч за 3-е место
17 октября
Пуэрто-Рико — Канада 3:2 (25:16, 24:26, 25:20, 22:25, 15:9)

### Финал
17 октября
Куба — США 3:1 (25:21, 22:25, 25:21, 25:22)

## Итоги

### Положение команд
| Куба                        |
| США                         |
| Пуэрто-Рико                 |
| 4. Канада                   |
| 5. Мексика                  |
| 6. Доминиканская Республика |
| 7. Барбадос                 |
| 8. Панама                   |

### Призёры
Куба: Вильфредо Леон Венеро, Йоанди Леал Идальго, Кельбер Гутьеррес Торрес, Османи Камехо Дуррути, Роландо Сепеда Абреу, Майкл Санчес Бослуэва, Робертланди Симон Атьес, Райдель Хьерресуэло Агирре, Леонардо Лейва Мартинес, Одельвис Доминико Спек, Йоандри Диас Карменате, Фернандо Эрнандес Рамос. Главный тренер — Орландо Самуэльс Блэквуд.
  США: Шон Руни, Эван Патак, Дэвид Ли, Ричард Лэмбурн, Пол Лотмэн, Уильям Придди, Райан Миллар, Райли Сэлмон, Томас Хофф, Клейтон Стэнли, Кевин Хансен, Эндрю Хейн, Джонатан Уиндер, Альфредо Рефт. Главный тренер — Алан Найп.
  Пуэрто-Рико: Хосе Ривера, Грегори Берриос, Виктор Ривера, Виктор Бёрд, Анхель Перес, Рене Эстевес, Луис Родригес, Иван Перес, Эктор Сото, Алексис Матиас, Фернандо Моралес, Энрике Эскаланте, Эдвин Акино, Рауль Папалео. Главный тренер — Карлос Кардона.

### Индивидуальные призы
MVP:  Вильфредо Леон Венеро
Лучший нападающий:  Вильфредо Леон Венеро
Лучший блокирующий:  Робертланди Симон Атьес
Лучший на подаче:  Эван Патак
Лучший в защите:  Грегори Берриос
Лучший связующий:  Райдель Хьерресуэло Агирре
Лучший на приёме:  Грегори Берриос
Лучший либеро:  Грегори Берриос
Самый результативный:  Хосе Мигель Касерес